# 孙村镇
孙村镇，是中华人民共和国安徽省芜湖市繁昌区下辖的一个乡镇级行政单位。面积153平方公里，户籍人口5.83万人。

## 行政区划
孙村镇下辖以下地区：
桥西社区、黄浒社区、赤沙社区、金岭社区、长寺村、长垅村、犁山村、九连村、梅冲村、水口村、枫墩村、龙华村、义兴村、感定村、汪洋村、万里村、顺风村、大冲村、中分村、八分村、张塘村、代亭村和汪冲村。